# Sium tortuosum
Sium tortuosum är en flockblommig växtart som beskrevs av Albrecht Wilhelm Roth. Sium tortuosum ingår i släktet vattenmärken, och familjen flockblommiga växter. Inga underarter finns listade i Catalogue of Life.